# Эррер
Эрре́р (фр. Herrère) — коммуна во Франции, находится в регионе Аквитания. Департамент — Атлантические Пиренеи. Входит в состав кантона Олорон-Сент-Мари-2. Округ коммуны — Олорон-Сент-Мари.
Код INSEE коммуны — 64261.

## География

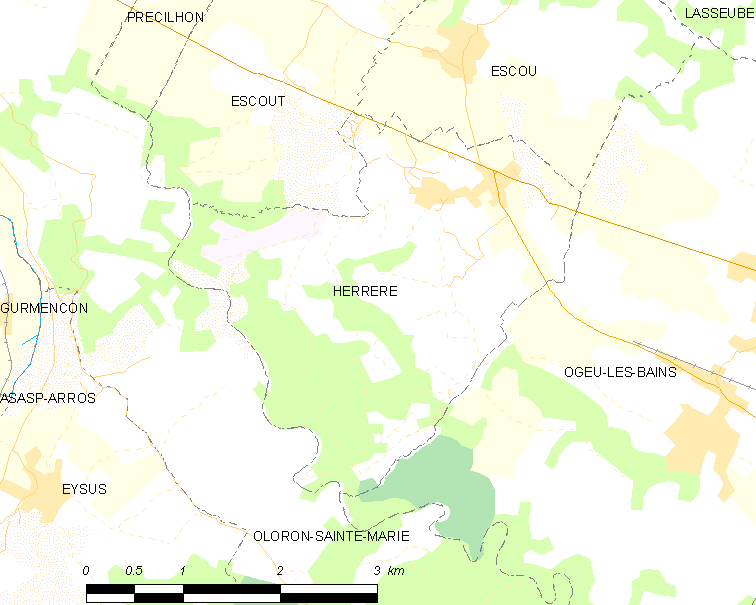
Карта коммуны

Коммуна расположена приблизительно в 670 км к югу от Парижа, в 190 км южнее Бордо, в 21 км к юго-западу от По.
На западе коммуны протекает река Гав-д’Осо.

### Климат
Климат тёплый океанический. Зима мягкая, средняя температура января — от +5°С до +13°С, температуры ниже −10 °C бывают редко. Снег выпадает около 15 дней в году с ноября по апрель. Максимальная температура летом порядка 20-30 °C, выше 35 °C бывает очень редко. Количество осадков высокое, порядка 1100 мм в год. Характерна безветренная погода, сильные ветры очень редки.

## Население
Население коммуны на 2010 год составляло 362 человека.
| 1962 | 1968 | 1975 | 1982 | 1990 | 1999 | 2010 |
| ---- | ---- | ---- | ---- | ---- | ---- | ---- |
| 281  | 288  | 309  | 324  | 374  | 369  | 362  |

## Администрация
| Период | Период | Фамилия           | Партия | Примечания |
| ------ | ------ | ----------------- | ------ | ---------- |
| 1995   | 2008   | Франсуа Ньето     |        |            |
| 2008   | 2014   | Робер Лаборд-Онде |        |            |
| 2014   | 2020   | Кати Гарсес       |        |            |

## Экономика
В 2010 году среди 237 человек трудоспособного возраста (15-64 лет) 174 были экономически активными, 63 — неактивными (показатель активности — 73,4 %, в 1999 году было 70,1 %). Из 174 активных жителей работали 168 человек (92 мужчины и 76 женщин), безработных было 6 (2 мужчин и 4 женщины). Среди 63 неактивных 17 человек были учениками или студентами, 34 — пенсионерами, 12 были неактивными по другим причинам.

## Фотогалерея

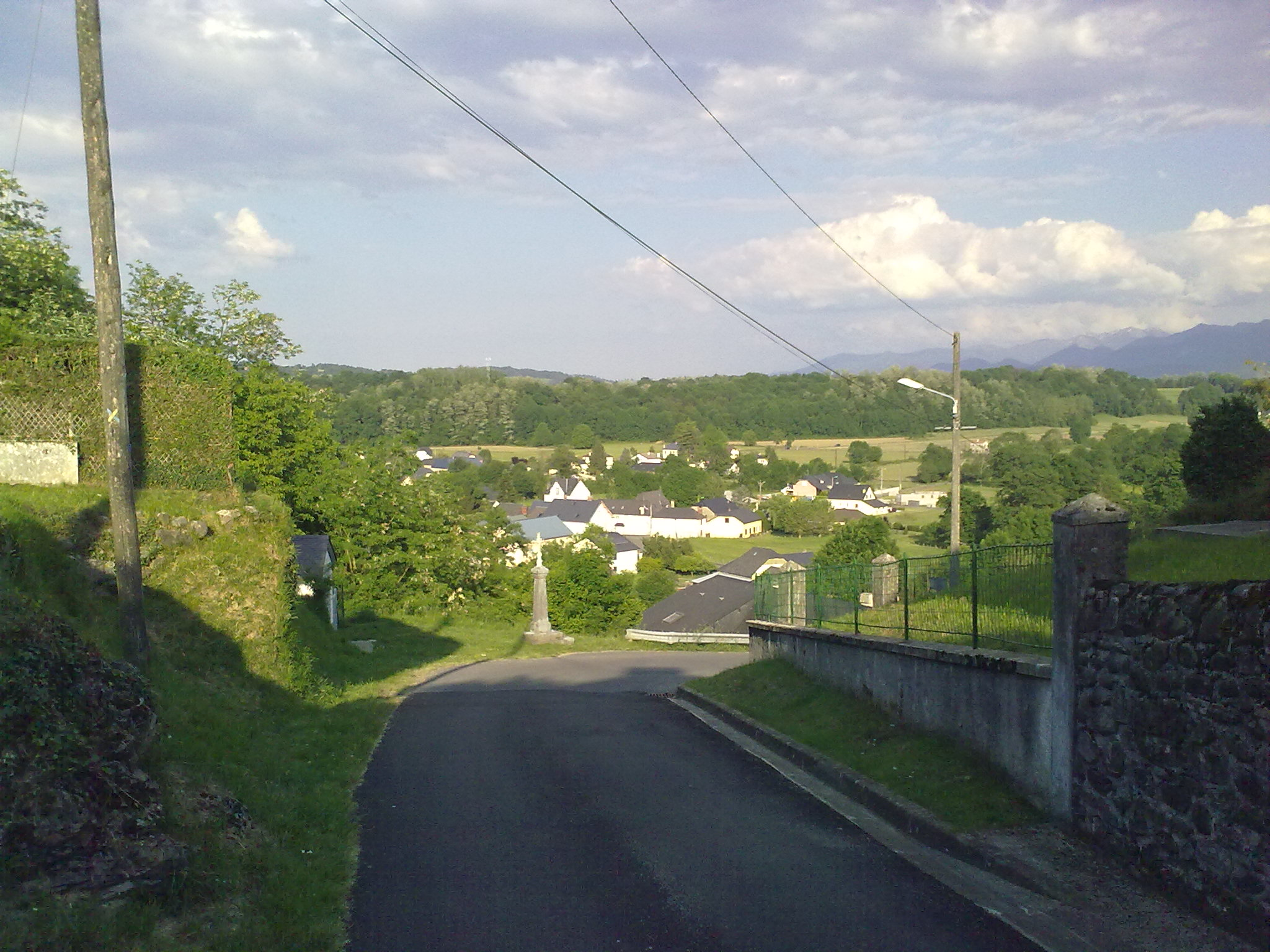
Эррер
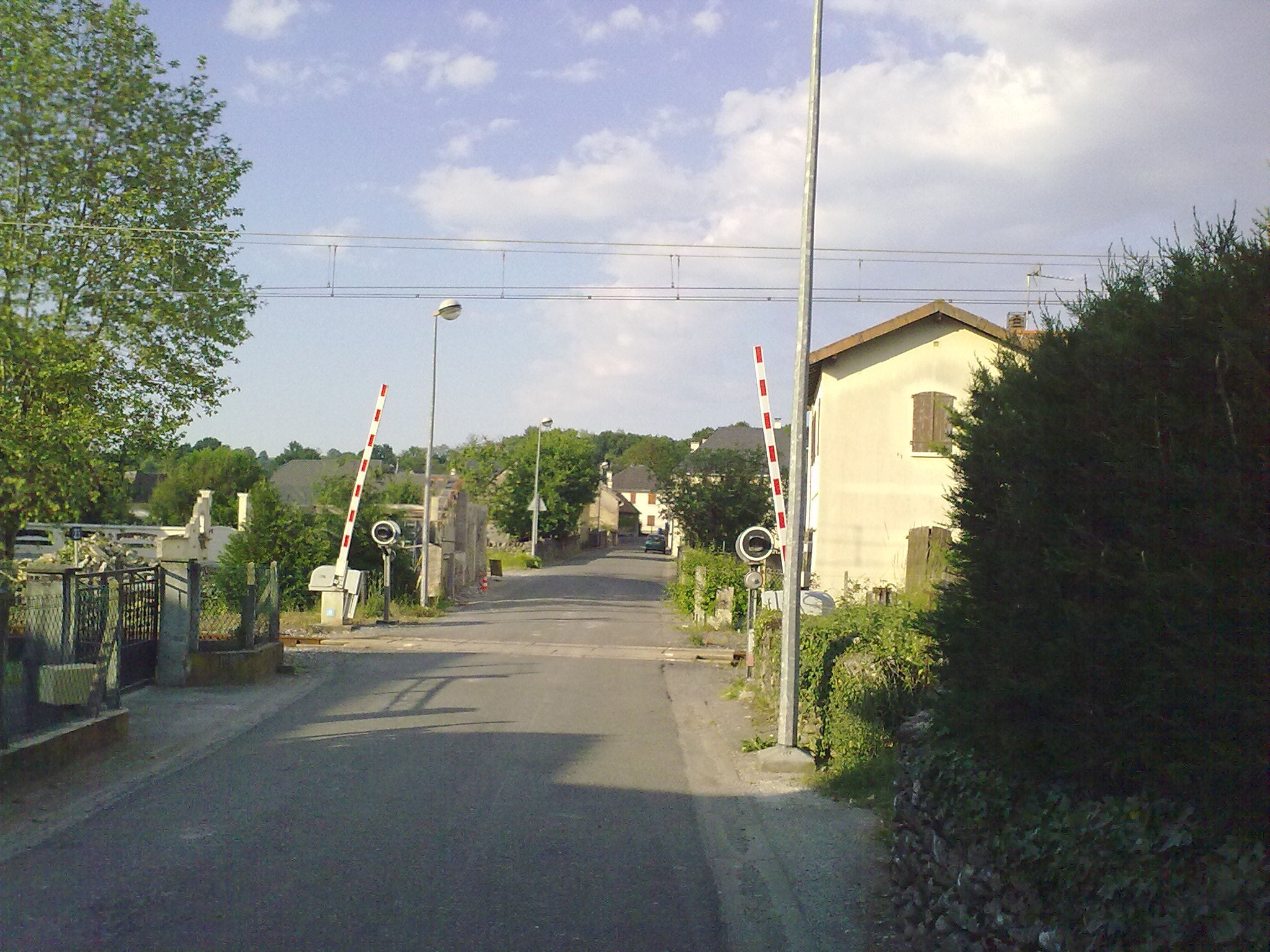
Эррер
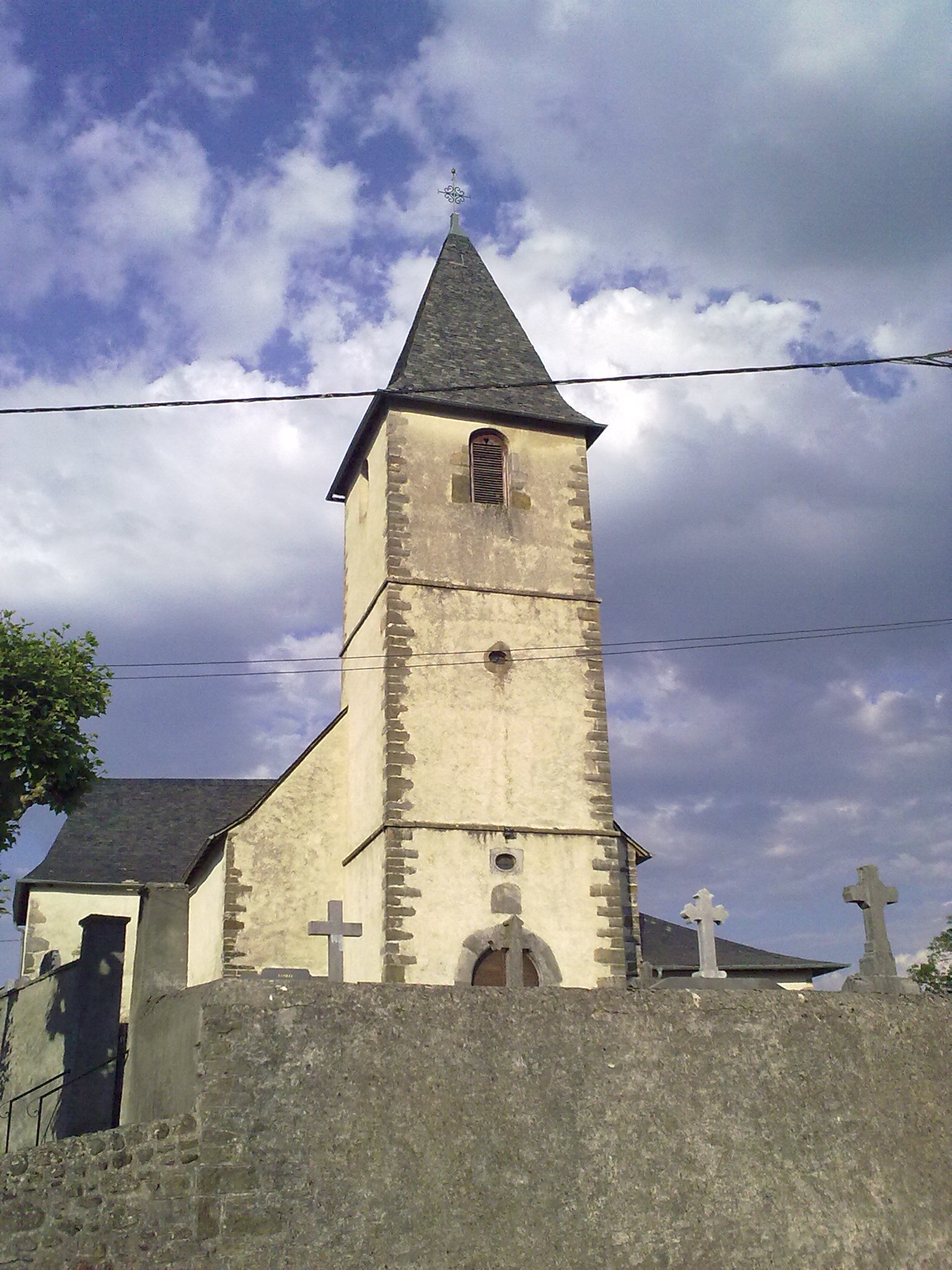
Церковь
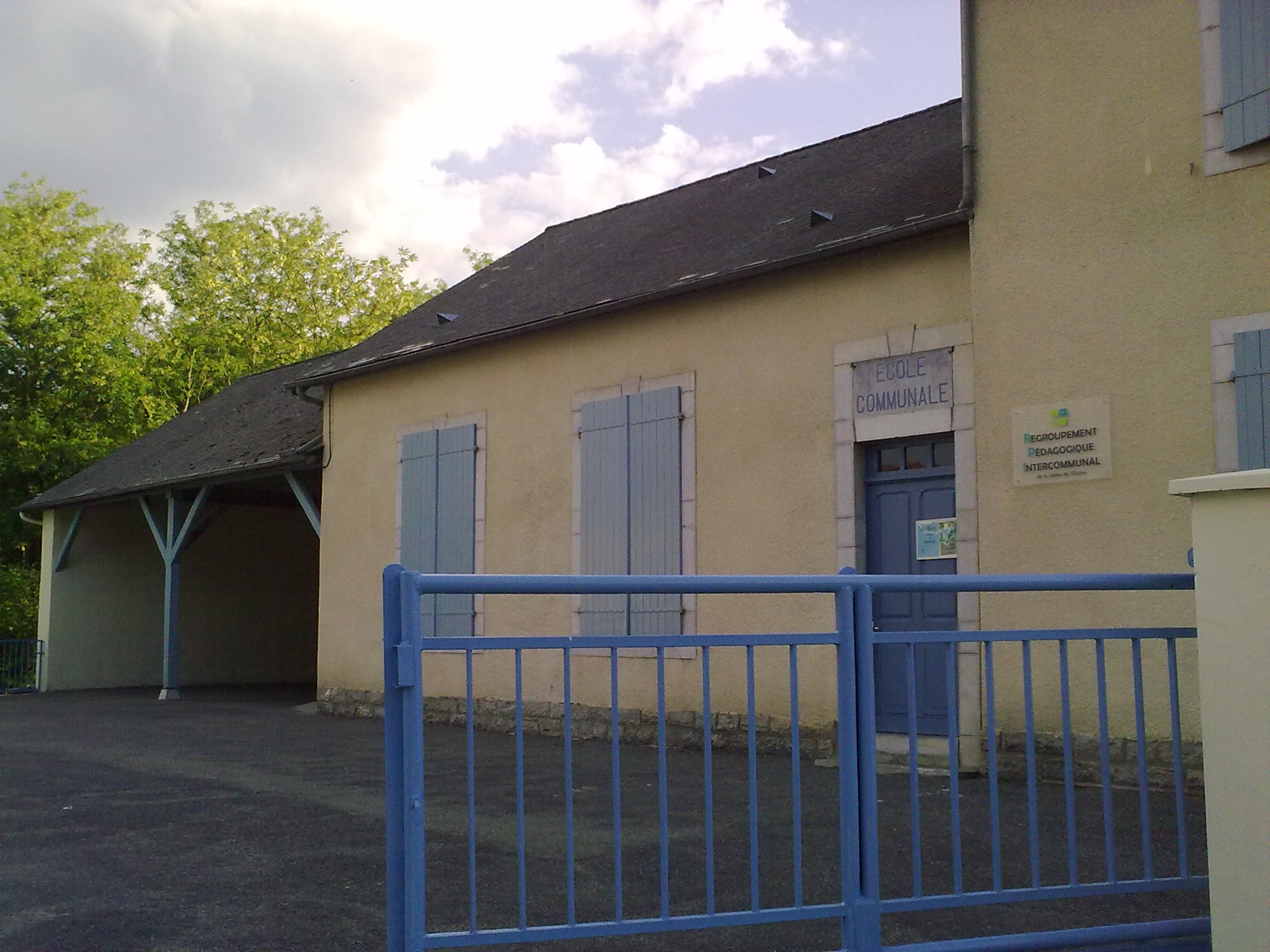
Школа